# Constantin Lipsius

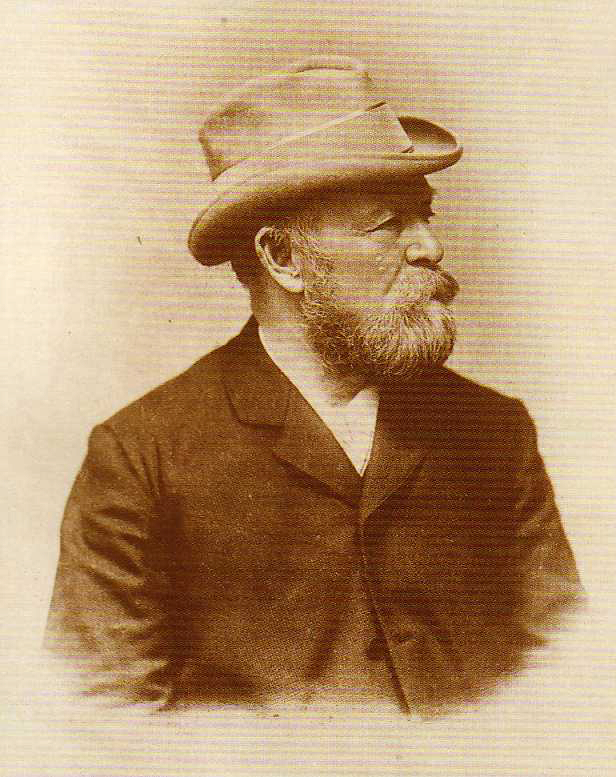
Costantino Lipsius, ca. 1890

Johannes Wilhelm Constantin Lipsius (Lipsia, 20 ottobre 1832 – Dresda, 11 aprile 1894) è stato un architetto tedesco e teorico dell'architettura, noto per il suo progetto controverso della Kunstakademie (1883-1894) sulla Brühlsche Terrasse a Dresda, oggi noto come Lipsius-Bau.

## Biografia
Dopo aver frequentato il ginnasio, inizialmente studiò architettura alla Baugewerkenschule di Lipsia e nel 1851 seguì un corso di studi triennale presso la Reale Accademia di belle arti di Dresda nell'atelier di Georg Hermann Nicolai (1812–1881), immediato successore di Gottfried Semper presso l'Accademia. Dopo la sua immatricolazione, si recò in Italia, dove fu affascinato dall'architettura di Venezia. Continuò i suoi viaggi dirigendosi a Parigi, dove lavorò brevemente per Jacques Ignaz Hittorf ed ebbe modo di conoscere il lavoro di Henri Labrouste, Charles Garnier e Eugène Viollet-le-Duc. Le influenze francesi furono determinanti nel lavoro successivo di Lipsius. 
A partire dal 1860, partecipò a una serie di concorsi di architettura regionali e nazionali mentre continuava ad ampliare la sua pratica con commissioni residenziali e lavori di conservazione. La sua partecipazione al concorso, del 1866, per un edificio per l'Accademia d'arte a Dresda mostra diverse caratteristiche che sarebbero apparse nei suoi progetti finali circa venti anni dopo. Il progetto vincente per la ricostruzione dell'ospedale Johannis di Lipsia gli valse il riconoscimento professionale come königliche Baurat, o "consigliere di architettura reale". Nel decennio successivo, continuò ad espandere il suo lavoro. Nel 1874 fu nominato presidente della neo-organizzata "Unione degli architetti di Lipsia" e assunse la direzione della Baugewerkenschule. Nel 1877 iniziò il suo lavoro a lungo termine sulla conservazione della Thomaskirche di Lipsia, la chiesa di J. S. Bach; i lavori continuarono fino al 1889. L'autorità di conservazione locale, Heinrich Magirius, dichiarò che il lavoro di Lipsius era stato il risultato più significativo del suo genere in Sassonia. Sempre alla fine del 1870, iniziò la sua associazione professionale con l'architetto August Hartel (1844–1890), che portò alla progettazione della Peterskirche (Lipsia), la Johanneskirche (Gera) e l'iscrizione al secondo concorso del Reichstag del 1882. 
Con la morte di Nicolai, nel 1881, Lipsius fu nominato professore di architettura all'Accademia di Dresda. Ricevette la commissione di ricostruire il complesso dell'Accademia poco dopo aver assunto il suo nuovo incarico accademico e presto divenne un progetto fortemente contestato che apparve su tutte le riviste specializzate nazionali. La base di gran parte della controversia era che l'edificio, in entrambe le principali fasi di progettazione, era considerato troppo grande per il sito. Inoltre, non era ritenuto, da molti, un riflesso accurato degli stili neo-rinascimentali locali più delicati di Semper e Nicolai. Infine, il fatto che la commissione era stata concessa senza il beneficio di una competizione pubblica determinò non poco risentimento professionale. Le opinioni, allora come adesso, tendono ad essere piuttosto polarizzate. Alcuni residenti, ad esempio, considerano ancora l'insolita cupola di vetro parabolico pieghettato, localmente chiamata "spremilimoni", un fastidio duraturo. Ma non ci sono dubbi sul fatto che il disegno rappresentasse il pensiero architettonico più avanzato tra l'inizio e la metà degli anni 1880 nel continente. Rappresentava un approccio conservativo all'iconografia architettonica basato sul programma decorativo del Kunsthistorisches Museum di Semper a Vienna; allo stesso tempo, Lipsius impiegava il simbolismo architettonico per sostenere un approccio evolutivo all'innovazione stilistica. Da qui la bizzarra cupola in vetro come rappresentazione di una forma arbitraria e futuristica per l'architettura non rappresentativa. Queste idee, che Lipsius basava esplicitamente sulle teorie di Gottfried Semper, rappresentano la prima fase del realismo architettonico. Poco dopo che il complesso dell'Accademia fu completato, fu considerato una mostruosità grottesca e sovrastimata, e il realismo architettonico era già passato a diventare una posizione teorica più stridente nell'opera di Otto Wagner. 
Lipsius era un architetto riflessivo e filosoficamente propenso. I suoi scritti sull'uso del ferro in architettura si sono fatti strada in diverse storie di teoria dell'architettura; i suoi necrologi di Semper e Nicolai sono tra le biografie professionali più ben concepite del loro tempo. I suoi allievi lo ricordavano con enorme affetto. Nel 1880, Lipsius era un eloquente sostenitore del realismo architettonico, un approccio per rivitalizzare l'architettura contemporanea, cambiando l'enfasi dall'imitazione slava delle forme storiche e riconsiderando il potere originale e simbolico dei motivi architettonici. Così fortificati, i realisti dell'architettura in Germania, Austria, Svizzera e Francia speravano che l'innovazione stilistica potesse continuare a svilupparsi organicamente recuperando forme degne e scartando l'applicazione secca e pedante delle forme dozzinali. Il realismo architettonico spianò la strada all'emergere di prospettive più strette sull'innovazione stilistica che ora riconosciamo come pre-modernista, come Jugendstil, Art Nouveau e altri fenomeni stilistici correlati che precedono l'ascesa di Neues Bauen (Nuovo edificio) nel 1920. 
Lipsius morì, a Dresda all'età di 61 anni. Il suo amico Fritsch, direttore della Deutsche Bauzeiting e critico della architettura estremamente influente, sosteneva che la morte di Lipsius avrebbe potuto essere stata affrettata dal riconoscimento che il lavoro della sua vita, l'Accademia, non avrebbe avuto la presenza da lui sperata; che in effetti i suoi critici avrebbero potuto avere ragione. 
Dopo la sua morte, Lipsius fu succeduto come professore di architettura all'Accademia da Paul Wallot, architetto del Reichstag tedesco appena completato (Berlino, 1882-1894).

## Elenco parziale di opere

### Commissioni private
- Cappella funeraria per la baronessa von Eberstein, Schönefeld (Lipsia), 1855.
- Residenza Ernst Keil, Goldschmidtstraße 33 (con Oskar Mothes), Lipsia, 1860-1861.
- Frege Residence, Dörrienstrasse, Lipsia
- Schloss Wetzelstein per la famiglia Frege, Saalfeld
- Sala degli specchi nella Schützenhaus, Lipsia, 1876.
- Café Felsche (AKA Café Français), Augustusplatz, Lipsia
- Schloss Klein-Zschocher per il barone von Tauchnitz, Lipsia
- Frege Chapel, Abtnaudorf (Lipsia), 1888–89.
- Mausoleo per il conte von Fabrice, Dresda, 1891-1893.
- Ristorante Baarmann, Katharinenstrasse, Lipsia

### Commissioni pubbliche
- Johannis-Hospital, Hospitalstrasse, Lipsia, 1867–72.
- Borsa, Chemnitz, 1864–1867.
- Exhibition Hall, Leipzig Applied Art Exhibition, 1879.
- Kunstakademie, Dresda, 1883–1894 ora Lipsius-Bau

### Commissioni sacre
- Chiesa, Wachau, 1866-7
- Johanniskirche, Gera
- Petrikirche (con August Hartel), Schletterplatz, Lipsia, 1877–1885.
- Nathanaelkirche (con August Hartel), Lipsia-Lindenau, 1882-1884.

### Lavori di restauro/conservazione
- Hotel Russie, Peterstrasse, Lipsia
- Jacobikirche Tower, Ölsnitz i. Vogtland, 1866-1868.
- Ricostruzione della chiesa parrocchiale di Borna, Borna, 1866-1868.
- Ricostruzione della torre di San Pietro, Bolzano
- Ricostruzione/ampliamento di Schloss Hohenthal, Püchau, 1873-1879.
- Ricostruzione di Thomaskirche, Lipsia, 1878–89.
- Portico protettivo aggiunto al Goldene Pforte, Friburgo in Brisgovia, 1883-1889.

### Concorsi
- Municipio di Monaco di Baviera, 1866.
- Royal Art Academy Dresden, 1867 (Motto: "DKJK" ).
- Primo Concorso del Reichstag, Berlino, 1872.
- St. Gertrude's, Amburgo, 1880.
- Secondo Concorso del Reichstag (con August Hartel), Berlino, 1882 (Motto: "Das ist's").